# Australoconops aurantus
Australoconops aurantus är en tvåvingeart som beskrevs av Schneider 2010. Australoconops aurantus ingår i släktet Australoconops och familjen stekelflugor. Inga underarter finns listade i Catalogue of Life.